# Vayishlach
Da non confondersi con Beshalach, Vayeshev o Vayigash.
Vayishlach o Vayishlah (ebraico: וַיִּשְׁלַח — tradotto in italiano: "ed inviò", incipit di questa parashah) – ottava porzione settimanale della Torah (ebr. פָּרָשָׁה – parashah o anche parsha/parscià) nel ciclo annuale ebraico di letture bibliche dal Pentateuco. Rappresenta il passo 32:4-36:43 della Genesi che gli ebrei leggono durante l'ottavo Shabbat dopo Simchat Torah, generalmente alla fine di novembre o in dicembre.
In questa parashah, Giacobbe si riconcilia con Esaù dopo aver lottato con un "uomo", il principe Sichem stupra Dina e i suoi fratelli saccheggiano la città di Sichem per vendicarsi; durante la successiva fuga della famiglia, Rachele partorisce Beniamino e muore.

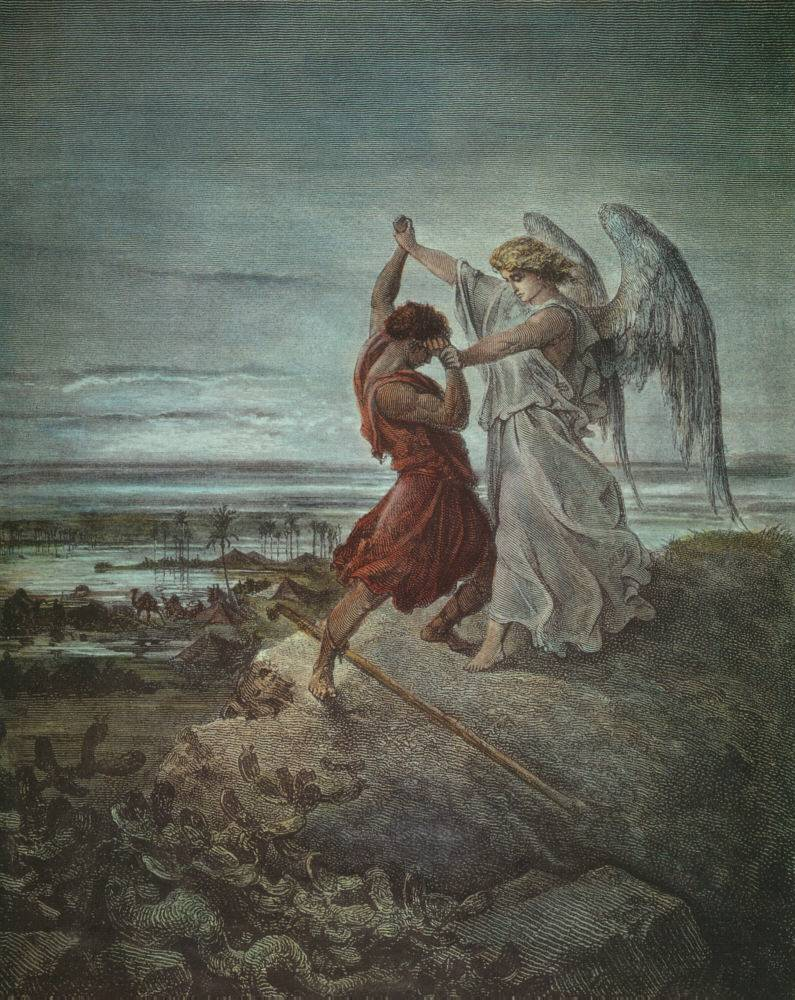
Giacobbe lotta con l'Angelo (illustrazione di Gustave Doré del 1855)

## Letture
Nella lettura tradizionale della Torah, la parashah viene suddivisa in sette parti, o in ebraico עליות‎?, aliyot. Nel testo masoretico del Tanakh (Bibbia ebraica), la Parshah Vayishlach ha cinque divisioni a "porzione aperta" (ebraico: פתוחה, petuchah) (equivalenti circa ad un paragrafo, spesso abbreviato con la lettera ebraica: פ - peh, equiparabile alla lettera italiana “P”). La prima porzione aperta (ebraico: פתוחה, petuchah) è ulteriormente suddivisa in due parti a "porzione chiusa" (ebraico: סתומה, setumah) (abbreviate con la lettera ebraica ס - samekh, corrispondente alla lettera italiana "S"). La prima porzione aperta (ebraico: פתוחה, petuchah) copre le prime quattro letture (ebraico: עליות, aliyot) e parte della quinta (ebraico: עליה, aliyah). Le due divisioni a porzione chiusa (ebraico: סתומה, setumah) vengono nella quarta lettura (ebraico: עליה, aliyah). La seconda porzione aperta (ebraico: פתוחה, petuchah) coincide con il capitolo 35 di Genesi e include parte della quinta e sesta lettura (ebraico: עליות, aliyot). La terza porzione aperta (ebraico: פתוחה, petuchah) copre il resto della sesta lettura (ebraico: עליה, aliyah), e le divisioni della quarta e quinta porzione aperta (ebraico: פתוחה, petuchah) dividono la settima lettura (ebraico: עליה, aliyah).

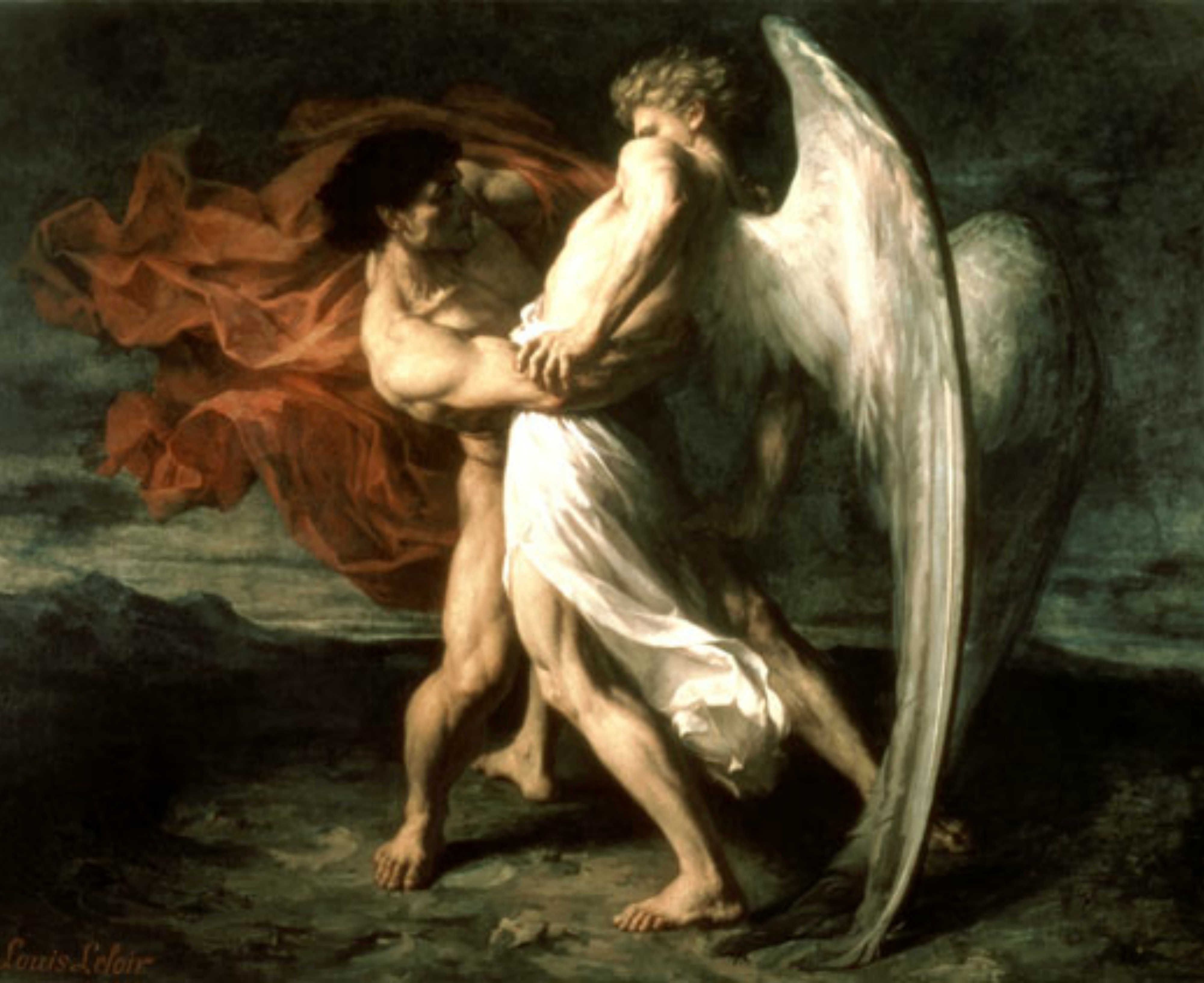
Giacobbe lotta con l'Angelo (dipinto di Alexander Louis Leloir del 1865)

### Genesi capitolo 36
La Ghemara insegna che l'uso del pronome "egli" (ebraico: הוּא, hu) in un'introduzione, come nelle parole "questo è (ebraico: הוּא, hu) Esaù” in Genesi 36:43 significa che egli era lo stesso nella sua malvagità dall'inizio alla fine. Usi simili appaiono Numeri 26:9 per illustrare la durevole cattiveria di Dathan e Abiram, in 2 Cronache 28:22 per illustrare la durevole cattiveria di Acaz, in Ester 1:1 per illustrare la persistente cattiveria di Assuero, in 1 Cronache 1:27 per descrivere la persistente rettitudine di Abramo, in Esodo 6:26 per insegnare la costante rettitudine di Mosè e Aronne, e in 1 Samuele 17:14 per insegnare la costante umiltà di Davide.

## Comandamenti
Secondo Maimonide e lo Sefer ha-Chinuch, c'è un comandamento negativo in questa parshah.
- Non mangiare il nervo della coscia (gid ha-nasheh).[13]

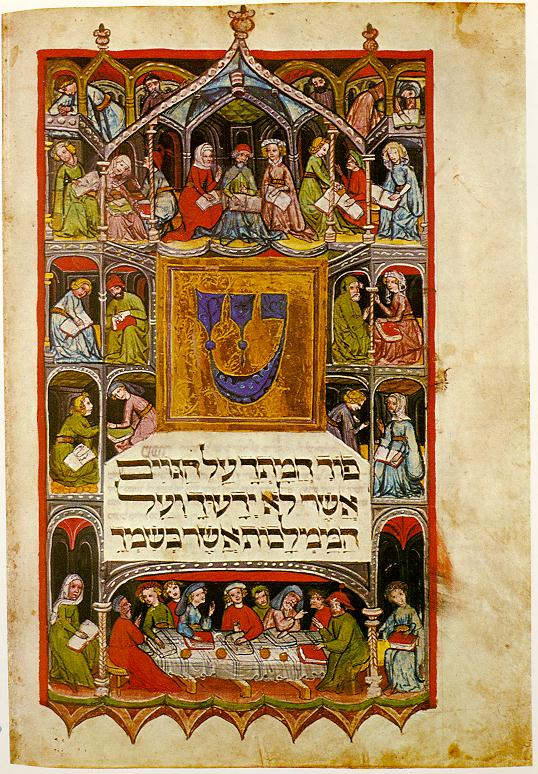
Pagina di Haggadah tedesca del XIV secolo

## Nella liturgia
La Haggadah di Pesach, nella sezione conclusiva di nirtzah del Seder di Pesach, in un riferimento a Genesi 32:23-30 racconta come Israele lottò con un angelo di notte e lo vinse.
Nella Benedizione dopo i pasti (Birkat Hamazon), alla chiusura della quarta benedizione (di ringraziamento per la bontà divina), gli ebrei alludono alla benedizione di Dio ai Patriarchi descritta in Genesi 24:1, 27:33 e 33:11.
Nella benedizione mattutina (Birkot hashachar), antecedente alla prima recitazione della Shemà, gli ebrei fanno riferimento a Dio che ha cambiato il nome di Giacobbe in Israele su Genesi 35:10

## Haftarah
La haftarah della parashah è:
- per gli aschenaziti: Osea 11:7-12:12[23] o Abdia 1:1-21[24]
- per i sefarditi: Abdia 1:1-21[25]

## Riferimenti

### Biblici
- Genesi 1:28[26] (siate fecondi e moltiplicatevi); 9:1, 7; (siate fecondi e moltiplicatevi); 48:7 (morte di Rachele).
- Deuteronomio 2:4-5[27]
- Geremia 31:14[28] (luogo della morte di Rachele).

### Rabbinici classici
- Mishnah: Shabbat 9:3, 19:3; Megillah 4:10; Chullin 7:1–6. Terra d'Israele, circa 200 e.v. Rist. su The Mishnah: A New Translation. Trad. di Jacob Neusner, 190, 202, 323, 778–80. New Haven: Yale University Press, 1988. ISBN 0-300-05022-4.
- Tosefta: Berakhot 1:10, 4:16; Bikkurim 2:2; Megillah 3:35; Avodah Zarah 3:4; Chullin 7:1–8. Terra d'Israele, circa 300 e.v. Rist. su The Tosefta: Translated from the Hebrew, with a New Introduction. Trad. di Jacob Neusner, 1:6, 26, 348, 652; 2:1269, 1393–95. Peabody, Mass.: Hendrickson Pub., 2002. ISBN 1-56563-642-2.
- Talmud gerosolimitano: Berakhot 17b, 83a, 84b; Sheviit 72a; Orlah 34a; Sanhedrin 18a. Terra d'Israele, circa 400 e.v. Rist. su Talmud Yerushalmi. Curato da Chaim Malinowitz, Yisroel Simcha Schorr, e Mordechai Marcus, voll. 1–2, 6b, 12, 18. Brooklyn: Mesorah Publications, 2005–2012.
- Genesi Rabbah 75:1–83:5. Terra d'Israele, V secolo. Rist. su Midrash Rabbah: Genesis. Trad. da H. Freedman & Maurice Simon. Londra: Soncino Press, 1939. ISBN 0-900689-38-2.

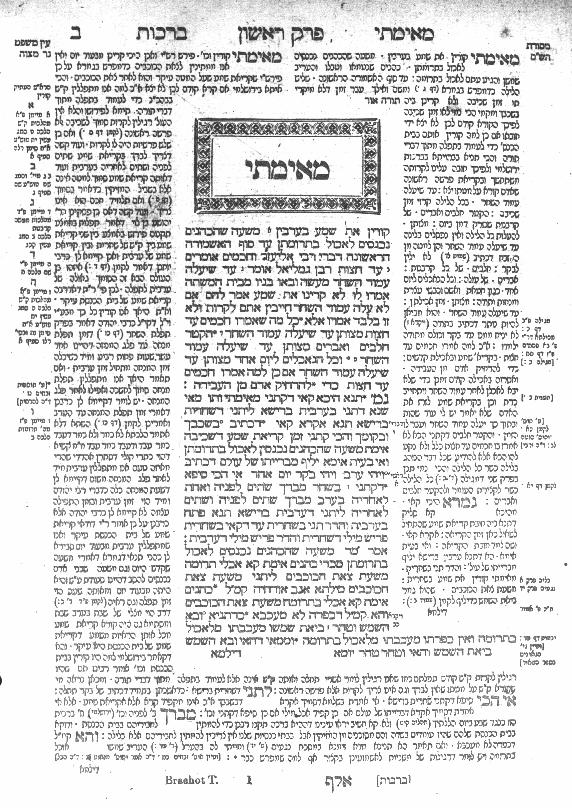
Talmud

- Talmud babilonese: Berakhot 4a, 12b; Shabbat 32a, 33b, 55b, 85a, 86a, 134b; Eruvin 53a; Pesachim 7b, 22a, 47b, 54a, 83b, 118b, 119b; Yoma 77b; Sukkah 5b, 39a; Beitzah 12a; Rosh Hashanah 26a; Taanit 20b, 27b; Megillah 11a, 17a, 18a, 21b, 25a–b; Chagigah 5b; Yevamot 65b; Nedarim 31b; Nazir 23a; Sotah 22b, 36b, 41b; Kiddushin 21b, 55a; Bava Kamma 41a, 92a; Bava Metzia 86b; Bava Batra 15b, 74b, 115b–16a, 123b; Sanhedrin 39b, 56a, 59a, 82b, 94a, 98b, 99b, 102a; Makkot 7b, 11a–b, 21b; Avodah Zarah 8b, 11b, 25b; Horayot 10b, 12a; Chullin 7b, 69a, 89b–103b, 134b, 137b; Keritot 21a; Niddah 63a. Babilonia, VI secolo. Rist. su Talmud Bavli. Cur. da Yisroel Simcha Schorr, Chaim Malinowitz, e Mordechai Marcus, 72 voll. Brooklyn: Mesorah Pubs., 2006.

### Medievali
- Solomon ibn Gabirol. A Crown for the King, 36:488–89. Spagna, XI secolo. Trad. di David R. Slavitt, 66–67. New York: Oxford University Press, 1998. ISBN 0-19-511962-2.
- Rashi. Commentario. Genesis 32–36. Troyes, Francia, XI secolo. Rist. su Rashi. The Torah: With Rashi's Commentary Translated, Annotated, and Elucidated. Trad. e note (EN)  di Yisrael Isser Zvi Herczeg, 1:359–407. Brooklyn: Mesorah Publications, 1995. ISBN 0-89906-026-9.

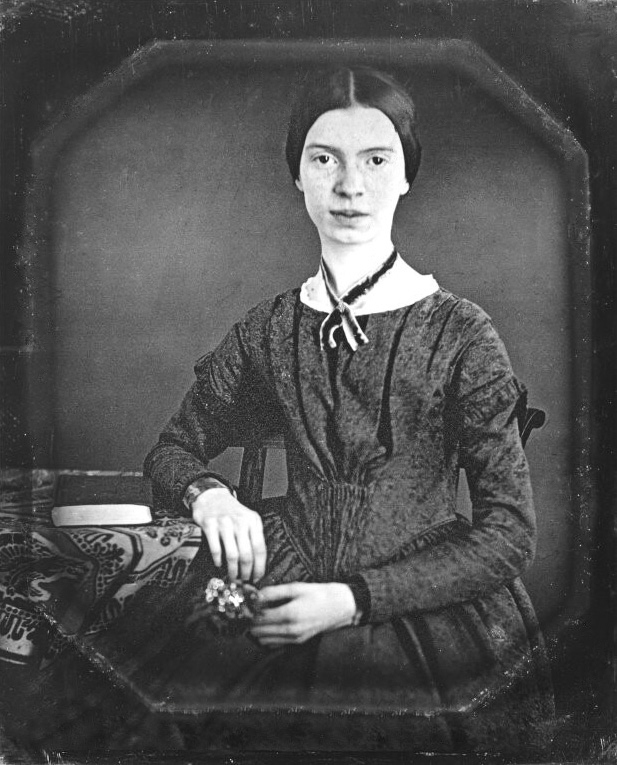
Emily Dickinson

- Zohar 1:165b–79a. Spagna, XIII secolo. Rist. su The Zohar. Trad (EN)  di Harry Sperling & Maurice Simon. 5 voll. Londra: Soncino Press, 1934.
- Joshua ibn Shueib. “Sermon on Wa-Yishlah.” Aragona, XIV secolo. Su Marc Saperstein. Jewish Preaching, 1200–1800: An Anthology, 137–55. New Haven: Yale University Press, 1989. ISBN 0-300-04355-4.

### Moderni
- Johann Wolfgang von Goethe. Lettere a Sara von Grothuss. 1812. Citato da Solomon Goldman. In the Beginning, 634. Harper, 1949. (“This foolish Dinah who runs about in the land.”)
- Tremotino (Rumpelstilzchen - la potenza di un "nome vero"). In Jacob Grimm & Wilhelm Grimm. Fiabe del focolare. Germania, 1812. Rist. su The Complete Brothers Grimm Fairy Tales. Curato in (EN)  da Lily Owens, 203-06. New York: Gramercy Books, 2006. ISBN 0-517-09293-X.
- Emily Dickinson. ''Poem 59 (A little East of Jordan,)''. Circa 1859. In The Complete Poems of Emily Dickinson. Curato da Thomas H. Johnson, 31. New York: Little, Brown & Co., 1960. ISBN 0-316-18414-4.
- Abraham Isaac Kook. The Lights of Penitence, 14:40. 1925. Reprinted in Abraham Isaac Kook: the Lights of Penitence, the Moral Principles, Lights of Holiness, Essays, Letters, and Poems. Trad. di Ben Zion Bokser, 111. Mahwah, N.J.: Paulist Press 1978. ISBN 0-8091-2159-X.
- Irving Fineman. Jacob, An Autobiograhical Novel. New York: Random House, 1941.

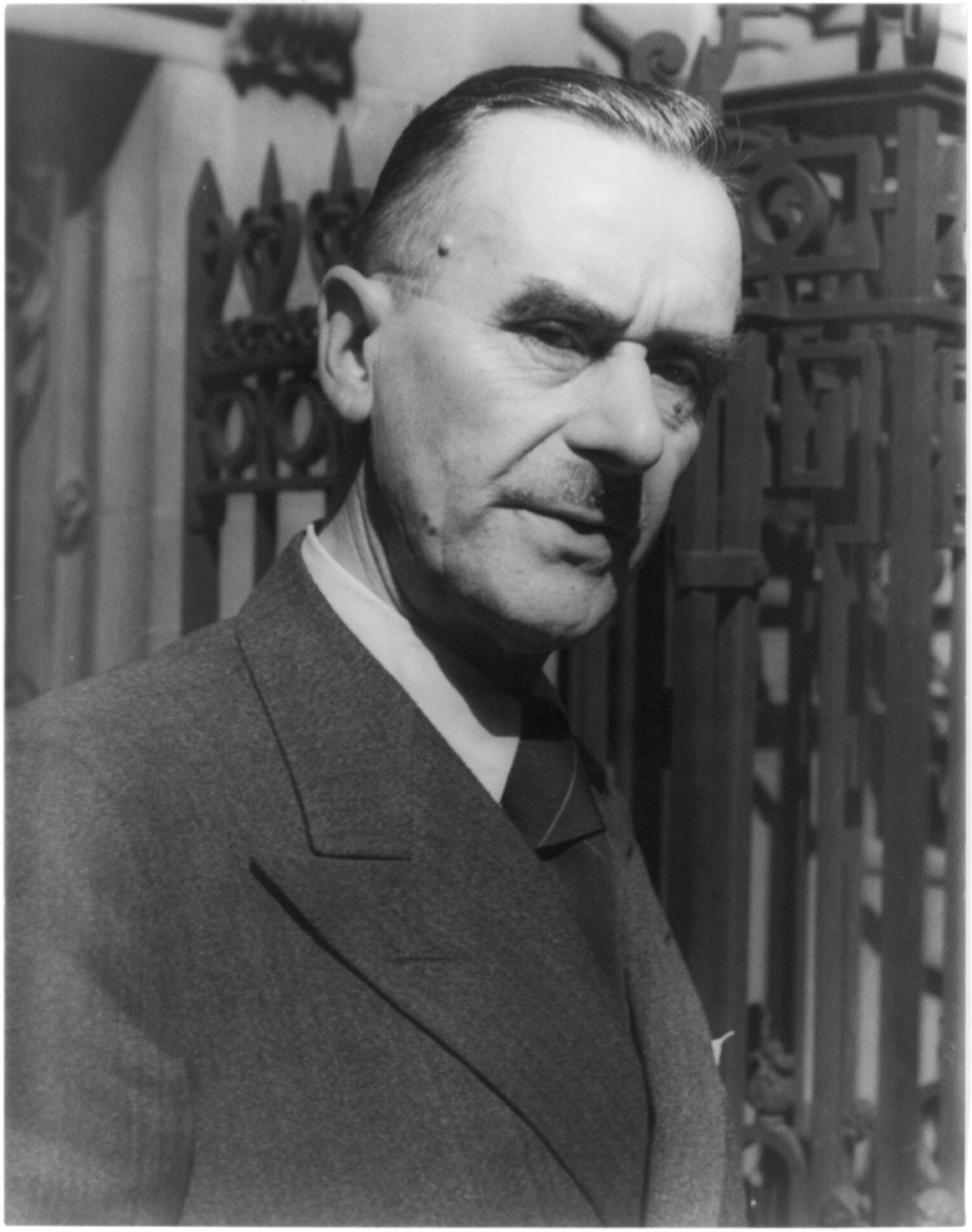
Thomas Mann

- Thomas Mann. Giuseppe e i suoi fratelli. Trad. di John E. Woods, 51–53, 64–65, 69–73, 77, 84–85, 100–03, 112–51, 155–56, 239, 294, 303–14, 326, 335, 399–400, 402–04, 426–27, 429, 432, 438, 446, 454, 491, 500–01, 507, 515, 563, 805, 917, 978–79. New York: Alfred A. Knopf, 2005. ISBN 1-4000-4001-9. Originale (DE)  Joseph und seine Brüder. Stockholm: Bermann-Fischer Verlag, 1943.
- John R. Bartlett. “The Edomite King-list of Genesis XXXVI. 31–39 and I Chron. I. 43–50.” The Journal of Theological Studies. 16 (1965): 301–14.
- Martin Kessler. “Genesis 34 — An Interpretation.” Reformed Review. 19 (1965): 3–8.
- Frederick Buechner. The Magnificent Defeat. Seabury Press, 1966. Reprinted by HarperOne, 1985. ISBN 0-06-061174-X.
- Bernhard Anderson. “An Exposition of Genesis 32:22–32: The Traveller Unknown.” Australian Biblical Review. 17 (1969): 21–26.
- Robert Coote. “The Meaning of the Name Israel.” Harvard Theological Review. 65 (1972): 137–46.
- Joe O. Lewis. “Gen 32:23–33, Seeing a Hidden God.” Society of Biblical Literature Abstracts and Seminar Papers. 1972.1:449–57.
- Roland Barthes. “The Struggle with the Angel: Textual Analysis of Genesis 32:23–33.” In Structural Analysis and Biblical Exegesis: Interpretational Essays. Trad. di Alfred M. Johnson Jr., pp. 21–33. Pittsburgh: Pickwick, 1974. ISBN 0-915138-02-6.
- Godfrey Rolles Driver. “Gen. Xxxvi 24: Mules or Fishes.” Vetus Testamentum. 25 (1975): 109–10.
- Frank C. Fensham. “Gen XXXIV and Mari.” Journal of Northwest Semitic Languages. 4 (1975): 15–38.
- Stanley Gevirtz. “Of Patriarchs and Puns: Joseph at the Fountain, Jacob at the Ford.” Hebrew Union College Annual. 46 (1975): 33–54.
- Elie Wiesel. “And Jacob Fought the Angel.” In Messengers of God: Biblical Portraits & Legends, 103–38. New York: Random House, 1976. ISBN 0-394-49740-6.

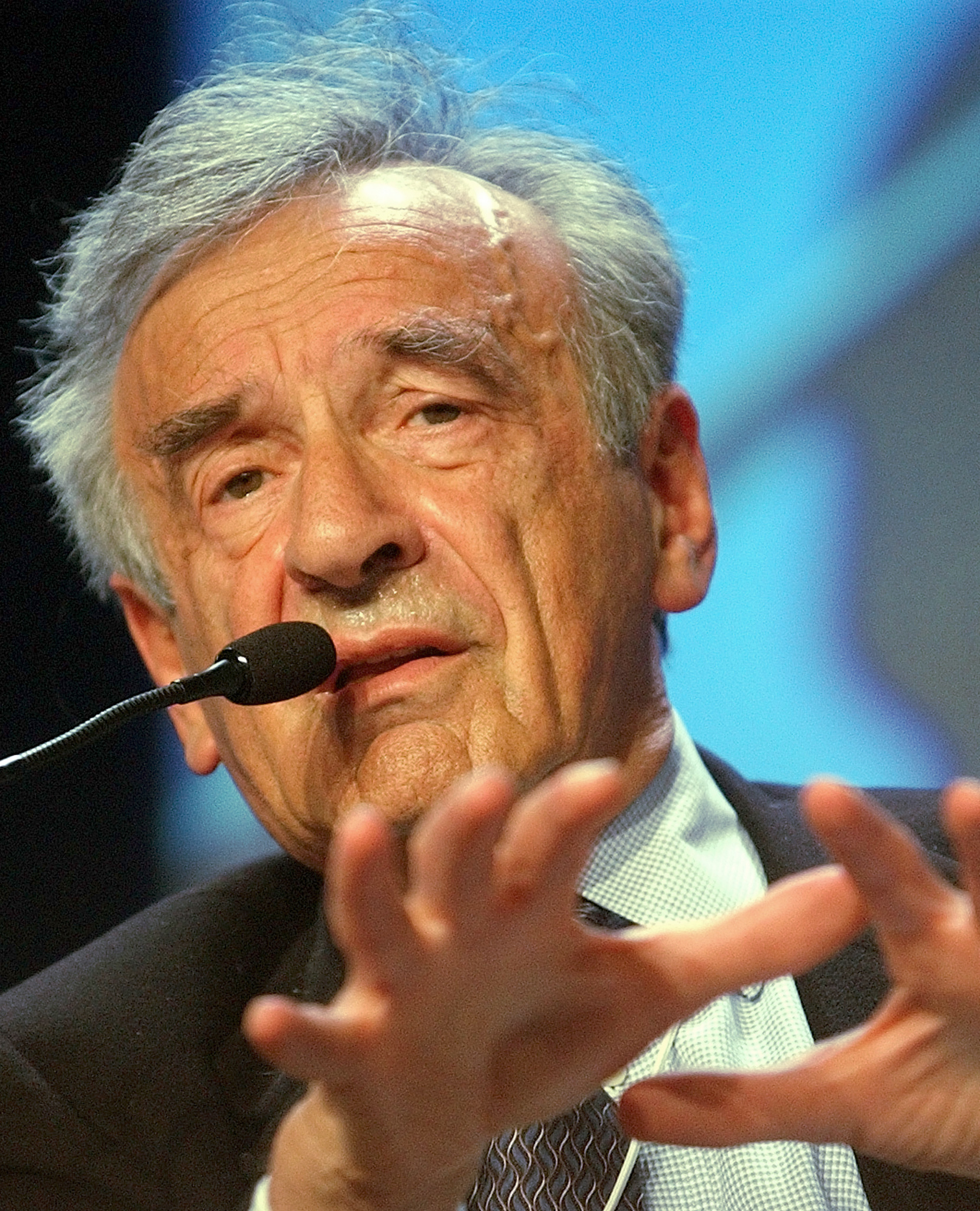
Elie Wiesel

- Michael Fishbane. “Genesis 25:19–35:22/The Jacob Cycle.” In Text and Texture: Close Readings of Selected Biblical Texts, 40–62. New York: Schocken Books, 1979. ISBN 0-8052-3724-0.
- John G. Gammie. “Theological Interpretation by Way of Literary and Tradition Analysis: Genesis 25–36.” In Encounter with the Text: Form and History in the Hebrew Bible. Edited by Martin J. Buss, pages 117–34. Philadelphia: Fortress, 1979. ISBN 1-58983-352-X.
- Louis T. Brodie. “Jacob's Travail (Jer 30:1–13) and Jacob's Struggle (Gen 32:22–32): A Test Case for Measuring the Influence of the Book of Jeremiah on the Present Text of Genesis.” Journal for the Study of the Old Testament. 19 (1981): 31–60.
- Nathaniel Wander. “Structure, Contradiction, and ‘Resolution’ in Mythology: Father's Brother's Daughter Marriage and the Treatment of Women in Genesis 11–50.” Journal of the Ancient Near Eastern Society. 13 (1981): 75–99.
- Stephen A. Geller, “The Struggle at the Jabbok: The Uses of Enigma in a Biblical Narrative.” Journal of the Ancient Near Eastern Society. 14 (1982): 37–60.
- Walter Brueggemann. Genesis: Interpretation: A Bible Commentary for Teaching and Preaching, 204–12, 260–87. Atlanta: John Knox Press, 1986. ISBN 0-8042-3101-X.
- Frederick Buechner. The Son of Laughter. New York: HarperCollins, 1993. ISBN 0-06-250116-X.
- Pat Schneider Welcoming Angels. In Long Way Home: Poems, 90. Amherst, Mass.: Amherst Writers and Artists Press, 1993. ISBN 0-941895-11-4.
- Aaron Wildavsky. Assimilation versus Separation: Joseph the Administrator and the Politics of Religion in Biblical Israel, 6, 27–28. New Brunswick, N.J.: Transaction Publishers, 1993. ISBN 1-56000-081-3.
- Anita Diamant. The Red Tent. St. Martin's Press, 1997. ISBN 0-312-16978-7.
- Adele Reinhartz. “Why Ask My Name?” Anonymity and Identity in Biblical Narrative, 166–67. New York: Oxford University Press, 1998. ISBN 0-19-509970-2.
- Victor Hurowitz. “Whose Earrings Did Jacob Bury?” Bible Review 17 (4) (2001): 31–33, 54.
- William H.C. Propp. “Exorcising Demons.” Bible Review 20 (5) (2004): 14–21, 47.
- Frank Anthony Spina. “Esau: The Face of God.” In The Faith of the Outsider: Exclusion and Inclusion in the Biblical Story, 14–34. William B. Eerdmans Publishing Company, 2005. ISBN 0-8028-2864-7.
- Suzanne A. Brody. “Deborah” and “Encountering Dinah.” In Dancing in the White Spaces: The Yearly Torah Cycle and More Poems, 69–70. Shelbyville, Kentucky: Wasteland Press, 2007. ISBN 1-60047-112-9.
- Esther Jungreis. Life Is a Test, 80–81. Brooklyn: Shaar Press, 2007. ISBN 1-4226-0609-0.
- Ian Goldberg. "Brothers of Nablus." In Terminator: The Sarah Connor Chronicles, 2ª stagione, episodio 7. Burbank: Warner Bros. Television, 2008. (trama da Sichem).
- Ted Kennedy. True Compass, 58. New York: Twelve, 2009. ISBN 978-0-446-53925-8. (“Dad took precautions in booking several of us on two different ships, not wishing to lose all of us in a torpedo attack by one of the U-boats that now prowled the North Atlantic's depths.”)

### Testi
- "Haftarah di Vaishlach" cantata, su torah.it
- "Parashat Vaishlach", su torah.it
- Commentari e canti della "Parashat Vaishlach", su torah.it
- Lezione sulla parasha, di Rav Hillel Sermoneta, con fonti in (HE)
- Testo Masoretico e traduzione JPS 1917, su mechon-mamre.org.
- Parashah cantata, su bible.ort.org. URL consultato il 6 febbraio 2013 (archiviato dall'url originale il 24 marzo 2011).
- Parashah in ebraico, su mechon-mamre.org.

### Commentari
- Academy for Jewish Religion, California, su ajrca.org.
- Academy for Jewish Religion, New York, su ajrsem.org.
- Aish.com. URL consultato il 6 febbraio 2013 (archiviato dall'url originale il 17 marzo 2013).
- Akhlah: The Jewish Children’s Learning Network, su akhlah.com. URL consultato il 6 febbraio 2013 (archiviato dall'url originale l'11 febbraio 2013).
- American Jewish University, su judaism.ajula.edu (archiviato dall'url originale il 20 febbraio 2012).
- Anshe Emes Synagogue, Los Angeles, su anshe.org. URL consultato il 6 febbraio 2013 (archiviato dall'url originale il 1º novembre 2012).
- Ari Goldwag, su arigoldwag.com. URL consultato il 6 febbraio 2013 (archiviato dall'url originale il 27 luglio 2013).
- Bar-Ilan University, su biu.ac.il. URL consultato il 6 febbraio 2013 (archiviato dall'url originale il 27 settembre 2012).
- Chabad.org.
- eparsha.com.
- G-dcast, su g-dcast.com. URL consultato il 6 febbraio 2013 (archiviato dall'url originale il 20 marzo 2013).
- The Israel Koschitzky Virtual Beit Midrash, su vbm-torah.org. URL consultato il 6 febbraio 2013 (archiviato dall'url originale il 2 novembre 2011).
- Jewish Agency for Israel, su jewishagency.org. URL consultato il 6 febbraio 2013 (archiviato dall'url originale il 2 ottobre 2012).
- Jewish Theological Seminary (XML), su jtsa.edu. URL consultato il 6 febbraio 2013 (archiviato dall'url originale l'11 marzo 2013).
- Miriam Aflalo, su mishpacha.com. URL consultato il 6 febbraio 2013 (archiviato dall'url originale il 6 aprile 2012).
- MyJewishLearning.com. URL consultato il 6 febbraio 2013 (archiviato dall'url originale il 13 ottobre 2008).
- Ohr Sameach, su ohr.edu.
- Orthodox Union, su ou.org.
- OzTorah, Torah from Australia, su oztorah.com.
- Oz Ve Shalom — Netivot Shalom, su netivot-shalom.org.il. URL consultato il 6 febbraio 2013 (archiviato dall'url originale il 24 giugno 2010).

- Pardes from Jerusalem, su pardes.org.il. URL consultato il 6 febbraio 2013 (archiviato dall'url originale il 15 aprile 2012).
- Parshah Parts (PDF), su parshaparts.com. URL consultato il 6 febbraio 2013 (archiviato dall'url originale l'8 marzo 2012).
- Rabbi Dov Linzer, su rabbidovlinzer.blogspot.com.
- RabbiShimon.com. URL consultato il 6 febbraio 2013 (archiviato dall'url originale il 6 giugno 2012).
- Rabbi Shlomo Riskin, su ohrtorahstone.org.il. URL consultato il 6 febbraio 2013 (archiviato dall'url originale il 21 agosto 2011).
- Rabbi Shmuel Herzfeld, su rabbishmuel.com. URL consultato il 6 febbraio 2013 (archiviato dall'url originale l'11 marzo 2013).
- Reconstructionist Judaism, su www4.jrf.org. URL consultato il 6 febbraio 2013 (archiviato dall'url originale il 16 febbraio 2006).
- Sephardic Institute, su judaicseminar.org.
- Shiur.com.
- 613.org Jewish Torah Audio, su 613.org. URL consultato il 6 febbraio 2013 (archiviato dall'url originale il 21 dicembre 2008).
- Tanach Study Center, su tanach.org.
- Torah.it.
- Torah from Dixie, su tfdixie.com. URL consultato il 6 febbraio 2013 (archiviato dall'url originale il 27 giugno 2010).
- Torah.org.
- TorahVort.com.
- Union for Reform Judaism, su urj.org. URL consultato il 6 febbraio 2013 (archiviato dall'url originale il 17 giugno 2009).
- United Hebrew Congregations of the Commonwealth, su chiefrabbi.org. URL consultato il 6 febbraio 2013 (archiviato dall'url originale il 10 aprile 2012).
- United Synagogue of Conservative Judaism, su uscj.org. URL consultato il 6 febbraio 2013 (archiviato dall'url originale il 14 agosto 2012).
- What’s Bothering Rashi?, su shemayisrael.com.
- Yeshivat Chovevei Torah, su yctorah.org.
- Yeshiva University, su yutorah.org. URL consultato il 6 febbraio 2013 (archiviato dall'url originale il 18 dicembre 2019).